# L'Engle (cràter)
L'Engle és un cràter d'impacte en el planeta Mercuri de 62 km de diàmetre. Porta el nom de l'escriptora estatunidenca Madeleine L'Engle (1918-2007), i el seu nom va ser aprovat per la Unió Astronòmica Internacional el 2013.